# Nichelius
Nichelius is een geslacht van rechtvleugeligen uit de familie veldsprinkhanen (Acrididae). De wetenschappelijke naam van dit geslacht is voor het eerst geldig gepubliceerd in 1888 door Bolívar.

## Soorten
Het geslacht Nichelius  is monotypisch en omvat slechts de volgende soort:
- Nichelius fuscopictus (Bolívar, 1888)